# 孫之益
孫之益（1585年—17世紀），字思謙，號六吉，四川邛州直隸州人，竈籍，明朝政治人物。

## 生平
孫之益是萬曆三十四年（1606年）四川鄉試第三十三名舉人，次年（1607年）聯捷丁未科進士，礼部观政，三十六年授江西吉水知县，四十二年考选，四十七年（1619年）獲授浙江道監察御史，兩浙巡鹽。
天啓元年（1621年）养病，二年起補廣東道御史，督學淮揚蘇松。四年升任太僕寺少卿。天啟年間他和鄒元標等人彈劾奏魏忠賢欺君擅權，被革職家居，崇禎時得起用為太常寺少卿，擢任浙江巡撫，未任卒。

## 家族
曾祖孫存恕，歲贡生。祖父孫沛。父孫继昭，贡士。母劉氏。慈侍下。兄之盛。弟之锦、之仰、之傳。

## 引用
1. ↑  《万历三十五年丁未科进士履历便览》：孫之益，六吉，易二房，乙酉三月二十五日生，邛州人，丙午乡三十二名，会一百九十二名，三甲一百八十九名，礼部政，戊申授吉水知县，甲寅考選，己未補浙江道御史，两淮巡盐，辛酉养病，壬戌補廣東道，淮杨蘇松提学，甲子升太僕寺少卿，乙丑閑住。戊辰起太常寺少卿。曾祖存恕；祖沛，廪生；父维昭，己卯举人。
2. 1 2  嘉慶《邛州直隸州志·卷三十四·人物志》：孫之益 字六吉，邛州人，萬厯丁未進士。厯任太僕寺少卿，天啟時同鄒元標等劾奏魏忠賢欺君擅權，忤魏黨解職家居。崇禎誅魏黨起復之益浙江巡撫，尋卒，事載《明紀》。
3. ↑  嘉慶《邛州直隸州志·卷二十九·選舉志》：萬厯三十四年丙午科 孫之益 見進士
4. ↑  《明神宗顯皇帝實錄·卷五百八十》：（萬曆四十七年三月）庚戌，以御史孫之益為兩浙廵鹽。
5. ↑  史語所藏鈔本《崇禎長編·卷十六》：（崇禎元年十二月）庚戌陞孫居相戶部左侍郎，督理邊餉；曹珍戶部右侍郎，督理京省錢法；楊鶴都察院右副都御史；起陞徐良彥南大理寺卿、孫之益太常寺少卿添註……
6. ↑  龚延明主编. . 宁波: 宁波出版社. 2016. ISBN 978-7-5526-2320-8. 《天一閣藏明代科舉錄選刊.登科錄》之《萬曆三十五年丁未科進士登科録》